# 普萊諾 (愛荷華州)
普萊諾（英語：Plano）是一個位於美國愛荷華州阿珀努斯縣的城市。

## 地理
普萊諾的座標為40°45′22″N 93°02′47″W / 40.75611°N 93.04639°W，而該地的平均海拔高度為315米（即1033英尺）。

## 人口
根據2010年美國人口普查的數據，普萊諾的面積為1.45平方千米，當中陸地面積為1.45平方千米，而水域面積為0.00平方千米。當地共有人口70人，而人口密度為每平方千米48人。